# DSRV-1 Mystic
DSRV 1 Mystic – amerykański oceaniczny, głębinowy ratunkowy pojazd podwodny klasy DSRV (Deep Submergence Rescue Vehicle), opracowany w następstwie katastrofy amerykańskiego okrętu podwodnego USS "Thresher", jako pierwsza z planowanych dwunastu tego typu jednostek. W związku z ekstremalnie wysokimi kosztami budowy tego typu pojazdów, budowę pozostałych jednostek anulowano po zakończeniu budowy drugiej jednostki tego typu – Avalon.

## Konstrukcja

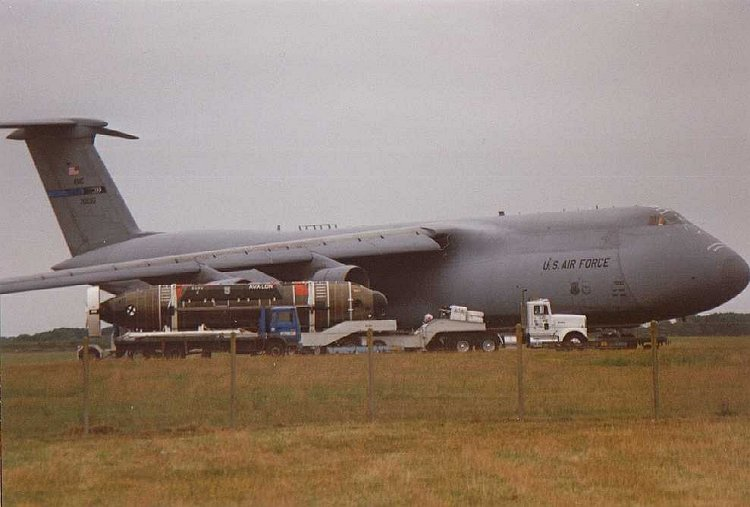
Mystic po wyładunku z C-5 Galaxy

Konstrukcje podwodnych pojazdów ratunkowych DSRV zapoczątkowano w połowie lat sześćdziesiątych XX w., po stracie "Threshera" w roku 1963. GSRV-1 wszedł do służby w czerwcu 1970 roku. Początkowo planowano budowę aż dwunastu jednostek tego typu, jednakże z powodu wysokich kosztów wybudowano jedynie dwie jednostki. Rozmiar DSRV został ściśle dopasowany do załadunku i transportu na pokładzie samolotu C-141 Starlifter. Drugi Starlifter w parze, miał transportować niezbędny ekwipunek dodatkowy. Mystic może być transportowany również na pokładzie C-5 Galaxy
Pierwszoplanową misją DSRV jest zapewnienie szybkiej reakcji o zasięgu światowym i ratunku dla załóg atomowych okrętów podwodnych, które uległy zatopieniu lub katastrofie, bez względu na warunki pogodowe. Pojazd może prowadzić akcje ratunkowa do głębokości 1.500 metrów. Pojazdy DSRV posiadają podzielony na sekcje sferyczny kadłub o średnicy 2,3 metra zbudowany z super wytrzymałej stali HY-140 (dla porównania atomowe okręty podwodne typu Los Angeles, zbudowane są ze stali HY-80, a najnowsze okręty podwodne typów Seawolf oraz Virginia ze stali HY-100). Stalowy kadłub otoczony jest zewnętrznym kadłubem z włókna szklanego. Sekcje połączone są śluzami pozwalającymi personelowi na przemieszczanie się między nimi.
Przednia sekcja mieszcząca systemy kontroli i nawigacji, obsługiwane przez dwie osoby stanowiące jego załogę. Kolejne dwie sekcje przeznaczone są dla 24 ratowanych marynarzy oraz dwóch ratowników. Pojazd zaprojektowany został w sposób pozwalający na przebywanie na maksymalnej głębokości 1500 metrów przez 30 godzin, poruszając się z prędkością 3 węzłów. Maksymalna prędkość podwodna pojazdu wynosi 4 węzły, zaś prędkość zanurzania się i wynurzania wynosi 30 metrów na minutę. Napęd DSRV stanowi 153-konny silnik elektryczny zasilany dwoma bateriami srebrno-cynkowymi 140V DC o pojemności 700 AH. Zespół napędowy stanowi konwencjonalna śruba z tyłu pojazdu oraz dwa silniki korekcyjne na dziobie i rufie dla celów manewrowych. Podstawowe wyposażenie operacyjne Mystica stanowią zespoły sonarów, w tym sonar 27 kHz z możliwością dźwiękowego obejścia przeszkód o zasięgu 7315 metrów, skierowany w dół sonar o częstotliwości 500 kHz i zasięgu 180 metrów, używany do odnajdywania śluzy ratunkowej zatopionego okrętu. Mystic wyposażony jest także w echosondę o częstotliwości 24 kHz, sonary komunikacyjne (VQC voice oraz CW), kierunkowy hydrofon AN/BQN–13 o częstotliwości 3 do 5 kHz do wykrywania sygnałów "ping" wysyłanych z zatopionego okrętu, oraz boczne sonary 185 kHz o zasięgu 365 metrów z każdej strony pojazdu. Wszystkie układy pojazdu zdolne są do pracy z pełna wydajnością przy kącie nachylenia pojazdu do 45º w zanurzeniu.
DSRV-1 Mystic pełni stałą służbę w parze z DSRV-2 Avalon, z których jeden zawsze pozostaje w gotowości do podjęcia natychmiastowej akcji ratunkowej na obszarze całego globu.